# Oskar Nilsson (ishockeyspelare)
Leif Oskar Nilsson, född 12 april 1991 i Luleå, är en svensk professionell ishockeyspelare.
Han har tidigare spelat för Frisk Asker i Norge, Skellefteå AIK, IK Oskarshamn, Asplöven HC, Luleå HF, Piteå HC, Bodens HF, Luleå Rebels, Kiruna IF samt moderklubben Rutviks SK.

## Klubbar
- Luleå HF J20, SuperElit (2009/2010 – 2010/2011)
- Luleå HF, SHL (2010/2011)
- Bodens HF, Division 1 (2010/2011) (lån)
- Piteå HC, Division 1 (2010/2011) (lån)
- Frisk Asker, Norska elitserien (2011/2012 – 2012/2013)
- Luleå HF, SHL (2013/2014) (lån)
- Asplöven HC, Allsvenskan (2013/2014 – 2014/2015)
- Frisk Asker, Norska elitserien (2015/2016 – 2017/2018)
- IK Oskarshamn, Allsvenskan / SHL (2018/2019 – 2019/2020)
- Skellefteå AIK, SHL (2020/2021 – 2024/2025)